# Anisodes anulifera
Anisodes anulifera là một loài bướm đêm trong họ Geometridae.